# Natação no Campeonato Europeu de Esportes Aquáticos de 2021 - 4x100 m livre misto
A prova do revezamento 4x100 metros livre misto da natação no Campeonato Europeu de Esportes Aquáticos de 2021 ocorreu no dia 22 de maio na Arena Danúbio, em Budapeste na Hungria.

## Calendário
| Fase          | Data       | Hora  |
| ------------- | ---------- | ----- |
| Eliminatórias | 22 de maio | 11:02 |
| Final         | 22 de maio | 19:31 |

Todos os horários estão no horário local (UTC+1)

## Recordes
Antes desta competição, os recordes eram os seguintes:
|                       | Nacionalidade  | Tempo   | Local     | Data                |
| --------------------- | -------------- | ------- | --------- | ------------------- |
| Recorde mundial       | Estados Unidos | 3:19.40 | Gwangju   | 29 de julho de 2019 |
| Recorde europeu       | Países Baixos  | 3:21.81 | Budapeste | 29 de julho de 2017 |
| Recorde do campeonato | França         | 3:22.07 | Glasgow   | 8 de agosto de 2018 |

Os seguintes novos recordes foram estabelecidos durante esta competição.
| Data       | Prova | Nadadores                                                                           | Nacionalidade | Tempo   | Recordes |
| ---------- | ----- | ----------------------------------------------------------------------------------- | ------------- | ------- | -------- |
| 22 de maio | Final | Duncan Scott (48.20) Thomas Dean (48.11) Anna Hopkin (52.88) Freya Anderson (52.88) | França        | 3:22.07 | =        |

## Medalhistas
| Ouro | Prata | Bronze |
| Reino Unido · Duncan Scott · Thomas Dean · Anna Hopkin · Freya Anderson · Matthew Richards* · Jacob Whittle* · Evelyn Davis* · Lucy Hope* | Países Baixos · Stan Pijnenburg · Jesse Puts · Ranomi Kromowidjojo · Femke Heemskerk · Luc Kroon* · Marrit Steenbergen* · Kim Busch* | Itália · Alessandro Miressi · Thomas Ceccon · Federica Pellegrini · Silvia Di Pietro · Manuel Frigo* · Chiara Tarantino* |

*Atletas que competiram apenas nas eliminatórias e receberam medalhas

## Resultados

### Eliminatórias
Esses foram os resultados das eliminatórias.
| Pos. | Bateria | Raia | Nacionalidade | Nadadores | Tempo   | Notas            |
| ---- | ------- | ---- | ------------- | --- | ------- | ---------------- |
| 1    | 2       | 2    | Itália        | Manuel Frigo (48.90) Thomas Ceccon (47.84) Chiara Tarantino (54.73) Silvia Di Pietro (54.90)                                | 3:26.37 | Q                |
| 2    | 1       | 2    | Polónia       | Jakub Kraska (48.77) Kacper Majchrzak (49.11) Kornelia Fiedkiewicz (54.86) Alicja Tchórz (54.21)                            | 3:26.95 | Q',              |
| 3    | 2       | 7    | Países Baixos | Stan Pijnenburg (48.75) Luc Kroon (49.35) Marrit Steenbergen (54.04) Kim Busch (55.20)                                      | 3:27.34 | Q                |
| 4    | 2       | 6    | Reino Unido   | Matthew Richards (48.97) Jacob Whittle (48.47) Evelyn Davis (55.42) Lucy Hope (54.51)                                       | 3:27.37 | Q,               |
| 5    | 1       | 8    | Hungria       | Nándor Németh (48.75) Richárd Bohus (49.32) Petra Senánszky (55.29) Fanni Gyurinovics (54.64)                               | 3:28.00 | Q                |
| 6    | 2       | 5    | Sérvia        | Velimir Stjepanović (49.22) Andrej Barna (48.33) Tanja Popović (55.60) Nina Stanisavljević (55.04)                          | 3:28.19 | Q,               |
| 7    | 1       | 4    | Dinamarca     | Mathias Rysgaard (49.08) Frederik Ried Lentz (48.60) Julie Kepp Jensen (54.64) Emily Gantriis (56.03)                       | 3:28.35 | Q,               |
| 8    | 1       | 5    | Suécia        | Björn Seeliger (49.77) Robin Hanson (49.28) Louise Hansson (54.26) Sara Junevik (55.17)                                     | 3:28.48 | Q                |
| 9    | 1       | 7    | Rússia        | Aleksandr Shchegolev (48.76) Ivan Girev (49.11) Arina Surkova (55.29) Anna Egorova (55.57)                                  | 3:28.73 |                  |
| 10   | 1       | 3    | Irlanda       | Max McCusker (50.66) Jordan Sloan (50.13) Erin Riordan (56.27) Victoria Catterson (56.00)                                   | 3:33.06 | Recorde nacional |
| 11   | 2       | 0    | Turquia       | Baturalp Ünlü (51.22) Yalım Acımış (50.31) Selen Özbilen (55.98) İlknur Nihan Çakıcı (55.99)                                | 3:33.50 |                  |
| 12   | 2       | 3    | Eslováquia    | Matej Duša (50.11) Ádám Halás (51.06) Martina Cibulková (56.61) Teresa Ivanová (55.89)                                      | 3:33.67 | Recorde nacional |
| 13   | 2       | 8    | Islândia      | Dadó Fenrir Jasminuson (52.09) Kristinn Þórarinsson (52.25) Snæfríður Jórunnardóttir (56.24) Jóhanna Guðmundsdóttir (58.09) | 3:38.67 | Recorde nacional |
| 14   | 1       | 6    | Andorra       | Tomás Lomero (52.58) Bernat Lomero (52.30) Nàdia Tudó (1:00.10) Mónica Ramírez (58.59)                                      | 3:43.57 | Recorde nacional |
| 15   | 2       | 4    | Armênia       | Artur Barseghyan (50.49) Vladimir Mamikonyan (53.70) Ani Poghosyan (1:01.02) Varsenik Manucharyan (59.96)                   | 3:45.17 |                  |
| 16   | 1       | 1    | Kosovo        | Arti Krasniqi (55.01) Vigan Bytyqi (57.18) Eda Zeqiri (1:04.98) Era Budima (1:06.06)                                        | 4:03.23 |                  |
| 17   | 2       | 1    | Suíça         | DNS | DNS     | DNS              |

### Final
Esse foi o resultado da final.
| Pos.              | Raia | Nacionalidade | Nadadores                                                                                             | Tempo   | Notas            |
| ----------------- | ---- | ------------- | --- | ------- | ---------------- |
| Medalha de ouro   | 6    | Reino Unido   | Duncan Scott (48.20) Thomas Dean (48.11) Anna Hopkin (52.88) Freya Anderson (52.88)                   | 3:22.07 | = ,              |
| Medalha de prata  | 3    | Países Baixos | Stan Pijnenburg (48.55) Jesse Puts (48.39) Ranomi Kromowidjojo (53.59) Femke Heemskerk (51.73)        | 3:22.26 |                  |
| Medalha de bronze | 4    | Itália        | Alessandro Miressi (47.63) Thomas Ceccon (47.59) Federica Pellegrini (53.58) Silvia Di Pietro (53.84) | 3:22.64 | Recorde nacional |
| 4                 | 5    | Polónia       | Jakub Kraska (49.19) Kacper Majchrzak (48.41) Alicja Tchórz (54.42) Katarzyna Wasick (53.57)          | 3:25.59 | Recorde nacional |
| 5                 | 2    | Hungria       | Nándor Németh (48.27) Richárd Bohus (48.62) Petra Senánszky (55.20) Fanni Gyurinovics (54.18)         | 3:26.27 |                  |
| 6                 | 8    | Suécia        | Robin Hanson (49.53) Isak Eliasson (48.23) Louise Hansson (54.24) Sara Junevik (55.30)                | 3:27.30 |                  |
| 7                 | 7    | Sérvia        | Andrej Barna (48.42) Velimir Stjepanović (49.11) Tanja Popović (55.98) Nina Stanisavljević (54.84)    | 3:28.35 |                  |
| 8                 | 1    | Dinamarca     | Mathias Rysgaard (49.63) Frederik Ried Lentz Signe Bro Julie Kepp Jensen                              | DSQ     |                  |

Legenda
| Recorde mundial       | Recorde mundial (World record)               |                       | Recorde africano                      | Recorde africano (African) |                                           | Q | Classificado por posição (Qualified) |
| Recorde do campeonato | Recorde do campeonato (Championship record)  | Recorde da América    | Recorde da América (Americas)         | q                          | Classificado por melhor tempo (Qualified) |   |                                      |
| Melhor marca do ano   | Melhor marca do ano (World leading)          | Recorde asiático      | Recorde asiático (Asian)              | DNS                        | Não largou (Did not start)                |   |                                      |
| Recorde nacional      | Recorde nacional (National record)           | Recorde europeu       | Recorde europeu (European)            | DNF                        | Não terminou (Did not finish)             |   |                                      |
| Recorde pessoal       | Recorde pessoal do atleta (Personal best)    | Recorde da Oceania    | Recorde da Oceania (Oceania)          | DSQ / DQ                   | Desclassificado (Disqualified)            |   |                                      |
| Recorde da temporada  | Recorde da temporada do atleta (Season best) | Recorde sul-americano | Recorde sul-americano (South America) | NM                         | Sem marca (No mark)                       |   |                                      |